# Mae Glover
Lillie Mae Glover (eigentlich Lillie Mary Hardison, * 9. September 1906 in Columbia, Maury County; † 27. März 1985 in Iuka (Mississippi)) war eine US-amerikanische Sängerin des Country Blues, die auch „Big Memphis Ma Rainey“ bzw. „Ma Rainey #2“ genannt wurde.
Mae Glover, über deren sonstiges Leben wenig bekannt ist, sang in den 1920er-Jahren in den Nachtclubs der Beale Street von Memphis und nahm in Memphis im April 1927 eine Reihe von Bluessongs wie „Joe Boy Blues“ und „Nobody Can Take His Place“ auf, die unter dem Pseudonym May Armstrong veröffentlicht wurden. Sie wurde dabei von einem Pianisten begleitet, bei dem es sich möglicherweise um Lonnie Johnson handelt. Weitere vier Titel entstanden im August 1927 unter dem Pseudonym Side Whel Sally Duffie (mit Will Ezell). Bei ihren Aufnahmen im Juli 1929 für Gennett Records wurde Glover von einem Mississippi-Gitarristen namens John Byrd begleitet, der 12-saitige Gitarre spielt. In „Pig Meat Papa“ lehnte sie sich an den Jodelgesng des weißen Bluessängers Jimmie Rodgers an; ein weiterer Titel dieser Session mit Byrd ist „Gas Man Blues“. Ihre letzte Session, bei der acht Sogs aufgenommen wurden, fand im Februar 1931 in Richmond für die Label Supertone und Champion statt; Glover wird dabei von dem Pianisten Charle O’Neil und dem Trompeter James Parker begleitet; der bei der Session entstandene „Forty Four Blues“ erschien unter dem Pseudonym Mae Muff als „Big Gun Blues“ auf Varsity Records.
In ihren späteren Jahren trat sie im Veranstaltungsort Blue Alley von Paul Savarin auf. Glover, die 1985 einem Herzinfarkt erlag, liegt auf dem Elmwwood Cemetery in Memphis begraben.

## Diskographische Hinweise
- Lillian Glinn / Mae Glover: Lillian Glinn - Last Session 1929 - Mae Glover - Complete Recordings 1931 in Chronological Order (RST Records, ed. 1987)